# Lake Waccamaw
Lake Waccamaw é uma cidade  localizada no estado norte-americano de Carolina do Norte, no Condado de Columbus.

## Demografia
Segundo o censo norte-americano de 2000, a sua população era de 1411 habitantes.
Em 2006, foi estimada uma população de 1458, um aumento de 47 (3.3%).

## Geografia
De acordo com o United States Census Bureau tem uma área de 8,9 km², dos quais 8,9 km² cobertos por terra e 0,0 km² cobertos por água.

## Localidades na vizinhança
O diagrama seguinte representa as localidades num raio de 20 km ao redor de Lake Waccamaw.